# Luxemburg francès
Luxemburg francès es refereix a la part sud de l'antic Ducat de Luxemburg, assignat al regne de França el 1659 pels articles 38 i 41 del Tractat dels Pirineus. Encara que es va adjuntar a França, el Luxemburg francès sempre van tenir el dret consuetudinari de Luxemburg.
El nom de «Luxemburg francès» se li va donar a aquest territori després de la Pau dels Pirineus, per distingir-ho del que s'havia fet anteriorment i que va ser nomenat el «Luxemburg alemany».

## Organització
Aquest cas es va regir pel parlament de Metz, i va incloure: Thionville, Marville, Chauvency-le-Château, Montmédy, Yvois (ara: Carignan), Damvillers. El prebost de Damvillers incloent Damvillers, Étraye, Gibercy, Lissey, Peuvillers, Réville-aux-Bois i Wavrille. El prebost Marville incloentBohémont, Baré, Charency, Choppé, Cecdan, Happeton, Maladrie, Marville, Montjouy, Rupt-lès-Marville i Vezin. El prebost Montmédy inclòs Avioth, Belneaux, Frénoy, Gérouville, Harauchamps, Irès-les-Prés, Montmédy, Sommethonne, Thonnelle, Thonne-les-Près, Thonne-le-Thil, Vaux i Verneuil. El prebost de Thionville, que es va transformar en la Batllia de Thionville el 1661.